# Reprezentacja Palestyny w koszykówce mężczyzn
Reprezentacja Palestyny w koszykówce mężczyzn – drużyna, która reprezentuje Palestynę w koszykówce mężczyzn. Za jej funkcjonowanie odpowiedzialna jest krajowa federacja koszykówki (Palestinian Basketball Federation). Początkowo należała do federacji afrykańskiej i dwukrotnie (w 1964 – brązowy medal i w 1970 – 6. miejsce) brała udział w mistrzostwach Afryki. Później przystąpiła do federacji azjatyckiej, w której raz (w 2015 – 10. pozycja) wystąpiła w mistrzostwach kontynentu.

## Udział w imprezach międzynarodowych
- Mistrzostwa Afryki
  - 1964 – 3. miejsce
  - 1970 – 6. miejsce

- Mistrzostwa Azji
  - 2015 – 10. miejsce